# Koninklijke Vereniging van het Boekenvak
De Koninklijke Vereniging van het Boekenvak (KVB) is de Nederlandse koepelorganisatie van het boekenvak. Zij verbindt commerciële, culturele en maatschappelijk partijen die zich bezighouden met het boek en aanverwante producten en is de schakel tussen boekenvak en politiek.
De vereniging is opgericht in 1815 als 'Vereeniging ter bevordering van de belangen des Boekhandels' en verkreeg in 1990 het predicaat Koninklijk. Sindsdien voert zij de naam 'Koninklijke Vereniging van het Boekenvak'. Zij stond aan de wieg van onder meer CB (voorheen Centraal Boekhuis) en Stichting CPNB en verzorgde ruim een eeuw lang de handhaving van de vaste boekenprijs. In 2005 werd de vaste boekenprijs vastgelegd in een wet. Sindsdien coördineert de KVB de inbreng van het boekenvak bij de evaluaties van deze wet, in samenwerking met het Nederlands ministerie van OCW.